# Comuna Nasîpne, Feodosia
Nasîpne (în ucraineană Насипне) este o comună în orașul regional Feodosia, Republica Autonomă Crimeea, Ucraina, formată din satele Blîjnie, Iujne, Nasîpne (reședința), Pidhirne, Pionerske, Soneacine și Vînohradne.

## Demografie
Componența lingvistică a comunei Nasîpne
     Rusă (71,91%)
     Tătară crimeeană (20,04%)
     Ucraineană (6,53%)
     Alte limbi (0,35%)
Conform recensământului din 2001, majoritatea populației comunei Nasîpne era vorbitoare de rusă (71,91%), existând în minoritate și vorbitori de tătară crimeeană (20,04%) și ucraineană (6,53%).